# Дилан и Кол Спраус
Дилан Томас Спраус (енгл. Dylan Thomas Sprouse) и Кол Мичел Спраус (енгл. Cole Mitchell Sprouse; IPA: ; рођени 4. августа 1992, Арецо, Италија) су амерички глумци. У јавности и медијима су познати као Браћа Спраус. Прва њихова значајнија улога била је у комедији „Велики тата“, у којој наступају уз Адама Сандлера. 
Постали су популарни 2005. захваљујући улогама у серији Дизни канала The Suite Life of Zack & Cody (Апартмански живот Зека и Кодија).
Године 2006, браћа су покренула франшизу „Браћа Спраус“ са одећом, књигама и часописима везаним за серију.
Године 2007. били су најбогатија деца на свету.
Крајем 2008. почели су глумити у ТВ серији „Угодни живот на палуби“ (енгл. The Suite Life On Deck.
У априлу 2009. појавили су се на насловној страни часописа Пипл, који је у целости био посвећен ТВ серији „Угодни живот на палуби“.
У 2010. браћа Спраус су постала најплаћенији глумци тинејџери Дизни канала, зарађујући 40.000 долара по једној епизоди серије.

## Детињство
Браћа Спраус су рођена у Арецу у Италији, од родитеља Метјуа Спрауса и Мелани Рајт, наставника енглеског језика у Арецу.
Дилан је добио име по песнику Дилану Томасу, а Кол по џез певачу Нету Кингу Колу. Дилан је старији од Кола 15 минута.
Четири месеца након рођења, породица се вратила у САД. 
Њихови родитељи су се развели 1997.

## Бренд „Браћа Спраус“
Године 2005, браћа Спраус су са компанијом Дјуалстар потписали уговор о производњи производњу брендиране робе за тинејџерско тржиште, са одеће, стриповима и часописима везаним за серију „Угодан живот на палуби“.